# Окампо (муниципалитет Тамаулипаса)
Окампо (исп. Ocampo) — муниципалитет в Мексике, штат Тамаулипас с административным центром в одноимённом городе. Численность населения, по данным переписи 2010 года, составила 12 962 человека.

## Общие сведения
Название Ocampo дано в честь мексиканского политика Мельчора Окампо.
Площадь муниципалитета равна 1477 км², что составляет 1,84 % от общей площади штата, а наивысшая точка — 1856 метров, расположена в поселении Ла-Тапона.
Окампо граничит с другими муниципалитетами штата Тамаулипас: на севере с Хаумаве и Гомес-Фариасом, на востоке с Эль-Манте, а на юго-востоке с Антигуо-Морелосом, на юге с Нуэво-Морелосом, на западе с Тулой, а также на юге граничит с другим штатом Мексики — Сан-Луис-Потоси.

## Учреждение и состав
Муниципалитет был образован в 1869 году, в его состав входит 142 населённых пункта, самые крупные из которых:
| Код INEGI | Населённый пункт                                                                                                   | Численность населения (2005 год) | Численность населения (2010 год) |
| --------- | --- | -------------------------------- | -------------------------------- |
| 029       | Всего | 12477                            | 12962                            |
| 0001      | Окампо (исп. Ocampo) 22°50′40″ с. ш. 99°20′09″ з. д.                                                               | 4781                             | 5095                             |
| 0004      | Адольфо-Лопес-Матеос (исп. Adolfo López Mateos (Chamal Nuevo)) 22°50′36″ с. ш. 99°11′36″ з. д.                     | 862                              | 899                              |
| 0096      | Эль-Пенсиль (исп. El Pensil) 22°42′17″ с. ш. 99°24′01″ з. д.                                                       | 749                              | 801                              |
| 0118      | Рикардо-Флорес-Магон (исп. Ricardo Flores Magón) 22°43′22″ с. ш. 99°24′44″ з. д.                                   | 741                              | 793                              |
| 0083      | Ла-Муралья (исп. La Muralla) 22°48′51″ с. ш. 99°18′01″ з. д.                                                       | 390                              | 433                              |
| 0034      | Чамаль-Вьехо (исп. Chamal Viejo) 22°49′20″ с. ш. 99°14′19″ з. д.                                                   | 353                              | 346                              |
| 0015      | Лас-Каноас (исп. Las Canoas) 22°54′26″ с. ш. 99°22′46″ з. д.                                                       | 294                              | 342                              |
| 0136      | Санта-Мария-де-Гуадалупе (Ла-Колония) (исп. Santa María de Guadalupe (La Colonia)) 22°54′31″ с. ш. 99°29′21″ з. д. | 347                              | 337                              |

## Экономика
По статистическим данным 2000 года, работоспособное население занято по секторам экономики в следующих пропорциях: сельское хозяйство, скотоводство и рыбная ловля — 56,5 %, промышленность и строительство — 10,9 %, сфера обслуживания и туризма — 30,9 %, прочее — 1,7 %.

## Инфраструктура
По статистическим данным 2010 года, инфраструктура развита следующим образом:
- электрификация: 94,8 %;
- водоснабжение: 90,5 %;
- водоотведение: 50,6 %.

## Фотографии
- Центральный парк Окампо